# Svéd Sándor

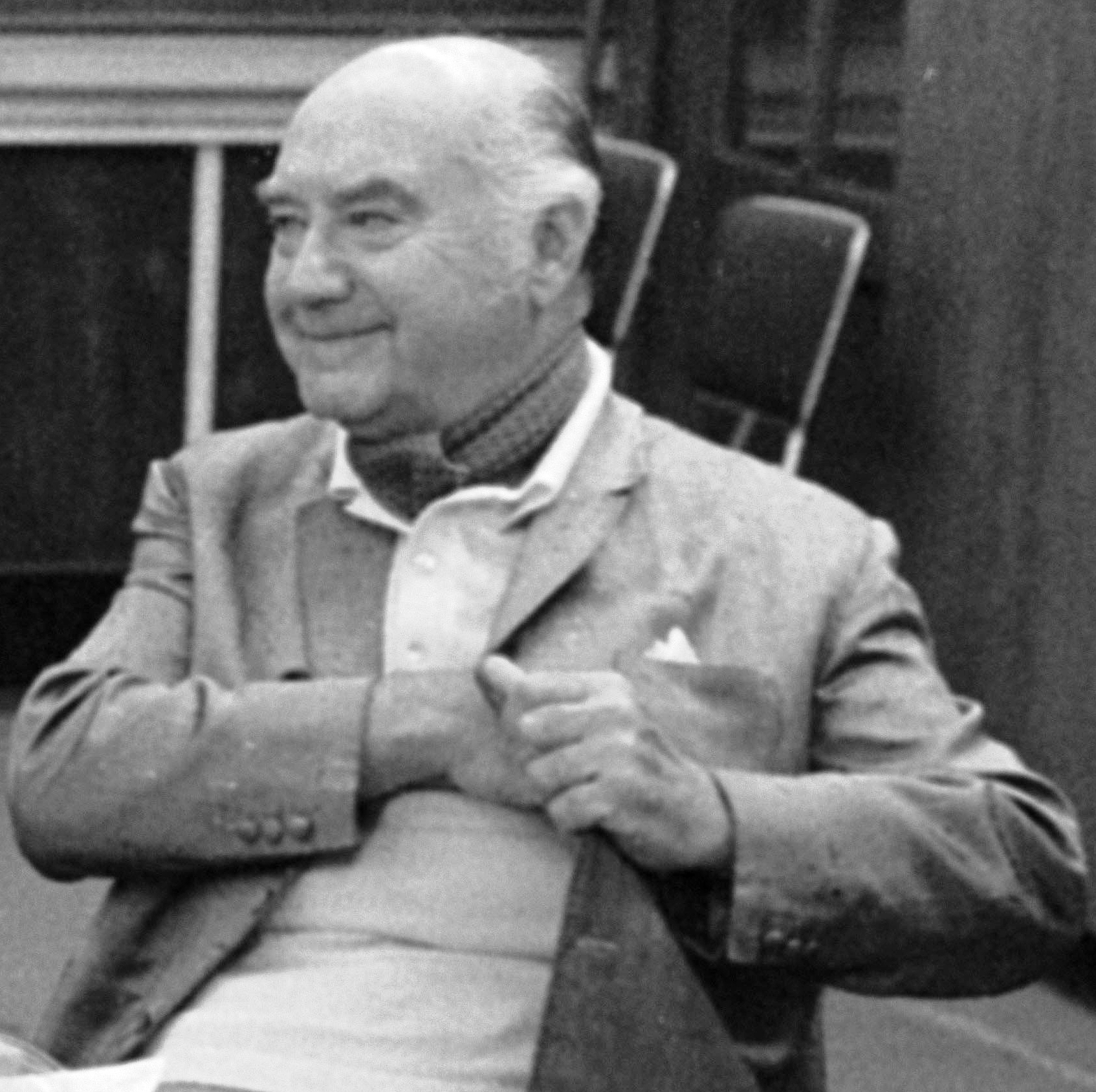
Svéd Sándor in 1969.

Sándor Svéd (Boedapest, 28 mei 1906 - Wenen, 9 juni 1979) was een Hongaarse bariton. 
Hij studeerde viool in Boedapest en zong in Milaan met Mario Sammarco en Riccardo Stracciari. Hij maakte zijn debuut in 1928 in Boedapest.
- Bibsys: 8025124
- Biblioteca Nacional de España: XX5845015
- Bibliothèque nationale de France: cb13900203q (data)
- CiNii: DA16018945
- Gemeinsame Normdatei: 132674920
- International Standard Name Identifier: 0000 0003 5395 5831
- Library of Congress Control Number: no2002112706
- MusicBrainz: 28002a57-e0cd-4e8b-a155-2526b53b9430
- Nationale Bibliotheek van Israël: 987012597758205171
- Réseau des bibliothèques de Suisse occidentale: 02-A022703996
- Système universitaire de documentation: 157334511
- Virtual International Authority File: 5124981
- WorldCat: E39PBJvXkFdYD37c4dFFDbRFrq